# Ifni
Ifni era una provincia spagnola sulla costa occidentale dell'Africa, a sud di Agadir e non lontano in linea d'aria dalle Isole Canarie. Attualmente il territorio fa parte del Marocco.
La provincia si estendeva su una superficie di 1 502 km², con capoluogo Sidi Ifni e nel 1965 contava una popolazione di 52 536 abitanti. L'economia era fondata sulla pesca.

## Storia
Il primo insediamento spagnolo fu fondato nel 1476 col nome di "Santa Cruz de la Mar Pequeña", molto importante perché si trovava sulla tratta degli schiavi trans-sahariana, che venivano portati alle Canarie nelle piantagioni. Gli spagnoli furono espulsi dalla zona nel 1524 dai Berberi. 
Dopo l'abbandono dell'insediamento, l'ubicazione esatta di Santa Cruz de la Mar Pequeña andò dimenticata. Durante la spartizione dell'Africa, quando la Francia e la Spagna cercavano di conquistare il Maghreb, la Spagna decise di conquistare le fortezze medievali nella parte meridionale del Marocco. Il territorio con la sua città principale, Sidi Ifni, fu ceduto alla Spagna dal Marocco il 22 ottobre 1859, in seguito alla breve guerra ispano-marocchina, ma vi visse una piccola minoranza di popolazione spagnola fino al 1934, quando il governatore generale del Marocco spagnolo la proclamò residenza. Durante la dittatura di Francisco Franco la colonia divenne provincia per fermare le critiche delle Nazioni Unite per la decolonizzazione. Ifni divenne territorio marocchino il 4 gennaio 1969.

## Filatelia
La Spagna stampò francobolli per Ifni dal 1941, inizialmente sovrastampando francobolli spagnoli con la scritta "TERRITORIO DE IFNI", stampati con nuovo disegno nel 1943.
Come tutti i territori spagnoli, le emissioni sono costituite in genere da alcuni valori tematici, talvolta con plusvalore di beneficenza.

## Eredità

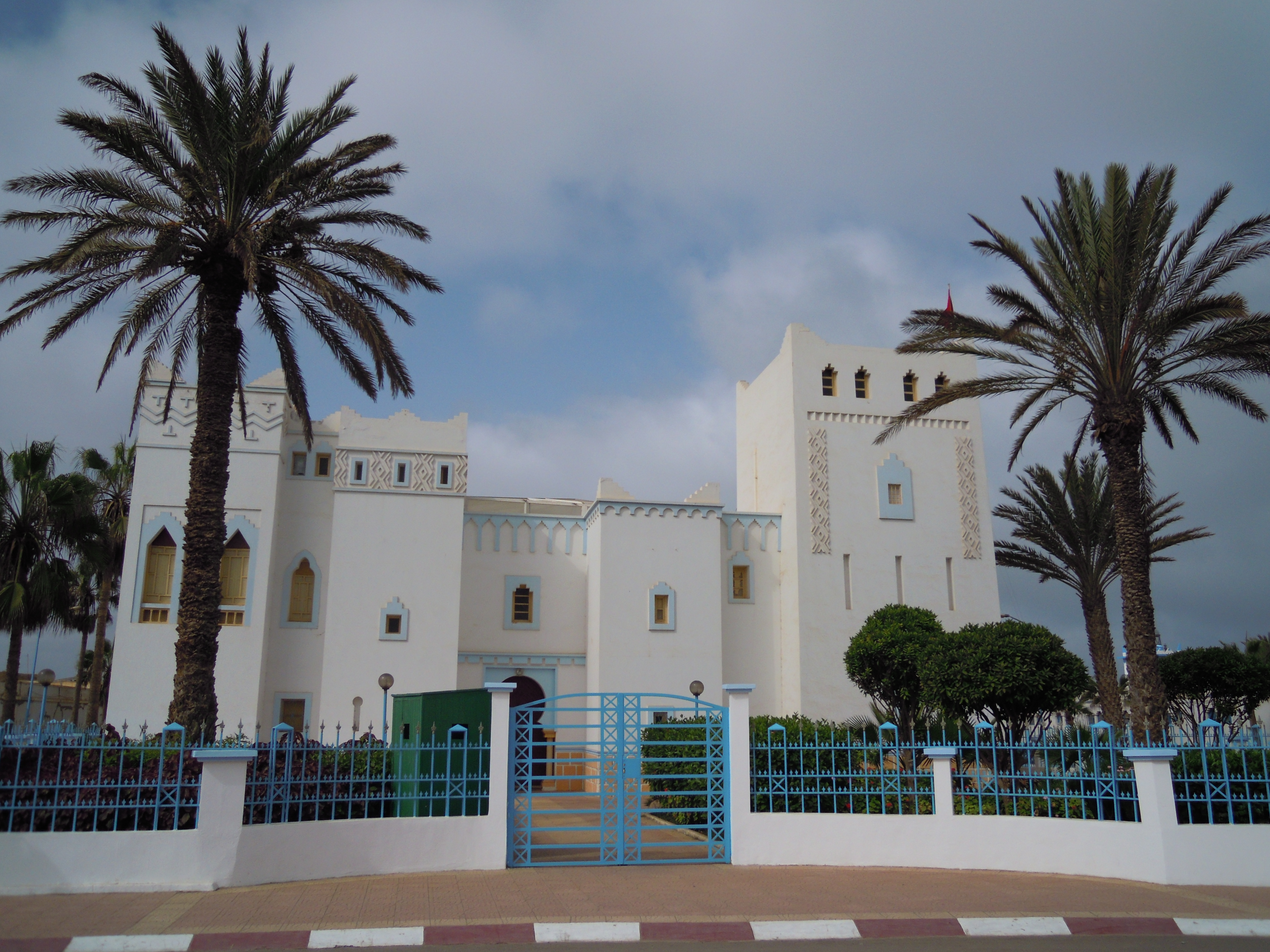
Palazzo del Governatore

A Sidi Ifni le tracce del passato spagnolo sono ancora visibili. Tra le principali vi sono  Plaza de España (l'attuale piazza Hassan II), il consolato spagnolo (tuttora chiuso), il cinema Avenida (chiuso), la chiesa di Santa Cruz (trasformata nel Palazzo di Giustizia), il faro, il palazzo reale (già sede del governatore spagnolo).

## Governatori

### Governatori militari di Ifni
- 1934–1934 Osvaldo Fernando Capaz Montes

### Governatori di Ifni
- 1934–1936 Juan Moles Ormella (del Sahara Spagnolo)
- 1936–1936 Manuel Rico Arello (del Sahara Spagnolo)
- 1936–1936 Juan Moles Ormella (del Sahara Spagnolo)
- 1936–1936 Arturo Álvarez-Buylla (del Sahara Spagnolo)
- 1936–1936 Eduardo Sáenz de Buruaga (del Sahara Spagnolo)
- 1936–1936 Francisco Franco Bahmonde (del Sahara Spagnolo)
- 1936–1937 Luis Orgaz y Yoldi (del Sahara Spagnolo)
- 1937–1939 Juan Beigbeder y Atienza (del Sahara Spagnolo)
- 1940–1941 Carlos Asensio Cabanillas (del Sahara Spagnolo)
- 1941–1945 Luis Orgaz y Yoldi (del Sahara Spagnolo)
- 1945–1951 José Enrique Varela Iglesias (del Sahara Spagnolo)
- 1951–1956 Rafael García Valiño y Marcén (del Sahara Spagnolo)
- 1956–1958 Francisco Franco Bahmonde (del Sahara Spagnolo)

### Governatori generali di Ifni
- 1958–1961 Mariano Gómez Zamalloa y Quirce
- 1961–1964 Joaquín Agulla Jiménez Coronado
- 1964–1965 Adolfo Artelejo Campos
- 1965–1967 Marino Larrasquito
- 1967–1969 José Rodríguez

## Popolazione
Dati nel 1965:
| Km²   | Popolazione | Europei | ab./Km² |
| ----- | ----------- | ------- | ------- |
| 1 500 | 52 536      | 8 300   | 35      |

Nel 1965, la capitale Sidi Ifni contava 52 536 abitanti; eccetto i circa 8 300 europei (per il 90% spagnoli di religione cattolica), il resto della popolazione era in maggioranza berbera e parlava il dialetto tamazight e la lingua araba.